# Panola megye (Texas)
Panola megye az Amerikai Egyesült Államokban, azon belül Texas államban található. Megyeszékhelye és legnagyobb városa Carthage. Lakosainak száma 22 491 fő (2020. április 1.). Panola megye Harrison, Caddo, DeSoto, Shelby és Rusk megyékkel határos.

## Népesség
A megye népességének változása:
| Lakosok száma | 23 785 | 24 035 | 24 018 | 23 870 | 23 766 | 22 491 |
|               | 2010   | 2011   | 2012   | 2013   | 2015   | 2020   |